# Merbromina
La merbromina è un organometallo a base di mercurio, utilizzato come antisettico per uso topico, in virtù della sua azione batteriostatica sia su batteri Gram-positivi, sia su batteri Gram-negativi. È nota soprattutto con il suo nome commerciale Mercurocromo.

## Scoperta
Le sue caratteristiche antisettiche furono scoperte nel 1919 dal medico Hugh Young, del Johns Hopkins Hospital.
Viene attualmente venduta in numerosi Paesi; in altri, invece, ne è stata proibita la vendita.

## Usi
La merbromina viene comunemente impiegata per la disinfezione e la pulizia delle ferite e come cicatrizzante per piccole ferite, ustioni o abrasioni; se ne consiglia l'uso in piccole quantità, 2 o 3 gocce per 2 o 3 volte al giorno.
Come antisettico, in molti paesi è stata sostituita da eosina (sempre una fluorescina rossa) o agenti più efficaci (tra cui lo iodopovidone, il cloruro di benzalconio, il cloroxilenolo).
La merbromina viene utilizzata anche come tintura, in ambito medico, per evidenziare i margini di campioni di tessuto analizzati nei laboratori, e, in ambito industriale, come liquido penetrante utilizzato per verificare la presenza di crepe nei metalli, nell'ambito dei controlli non distruttivi.

### Controindicazioni
Uno svantaggio derivante dall'uso della sostanza è che, a causa del suo colore rosso scuro, essa rende più difficile individuare un eventuale eritema o infiammazione formatisi attorno alla ferita (i quali possono indicare la presenza di un'infezione in corso).
È noto che la sostanza interagisce con la procaina.
Inoltre, si sconsiglia l'uso della merbromina in associazione con detergenti e disinfettanti, come acqua ossigenata e composti contenenti iodio (tintura di iodio, betadine).
Nel 1998 la Food and Drug Administration ne ha vietato la distribuzione negli Stati Uniti, per sospetta tossicità da mercurio. Per lo stesso motivo, dal 2001 non viene più usata neanche in Brasile e il suo impiego in luogo di altri disinfettanti privi di mercurio è tuttora una questione controversa anche in altri Paesi, quali la Germania e il Regno Unito.